# Ruslan Yelyubayev
Ruslan Yelyubayev, né le 28 juin 2002,, est un coureur cycliste kazakh.

## Biographie
Lors de la saison 2023, il décroche notamment la médaille de bronze dans la course scratch aux championnats d'Asie. Il intègre ensuite la réserve de l'équipe Astana Qazaqstan en 2024. 

## Palmarès sur route
- 2023
  - 3e étape du Tour d'Abaï
  - 2e du Tour d'Abaï

## Palmarès sur piste

### Championnats d'Asie
- Nilai 2023
  -  Médaillé de bronze du scratch

### Championnats nationaux
- 2020
  - 2e du championnat du Kazakhstan de l'américaine
  - 3e du championnat du Kazakhstan de poursuite par équipes
- 2021
  - 2e du championnat du Kazakhstan de l'américaine
- 2023
  - 2e du championnat du Kazakhstan du kilomètre
  - 2e du championnat du Kazakhstan de poursuite par équipes